# Stéblová
Stéblová (en allemand : Steblowa) est une commune du district et de la région de Pardubice, en République tchèque. Sa population s'élevait à 370 habitants en 2024.

## Géographie
Stéblová se trouve à 7 km au nord-nord-ouest du centre de Pardubice, à 15 km au sud-sud-ouest de Hradec Králové et à 94 km l'est de Prague.
La commune est limitée par Staré Ždánice et Čeperka au nord, par Hrobice à l'est, par Srch à l'est et au sud, et par Lázně Bohdaneč et Dolany à l'ouest.

## Histoire
La première mention écrite de la localité date de 1385.

## Transports
Par la route, Stéblová se trouve à 9 km de Pardubice et à 117 km de Prague. 